# 三枝昌貞
三枝 昌貞（さいぐさ まささだ）は、戦国時代の武将。甲斐国武田氏の家臣で足軽大将。武田二十四将の一人に数えられる。
諱は「守友（もりとも）」とされてきたが、近年は確実な文書上の表記から「昌貞」であることが指摘される。

## 略歴

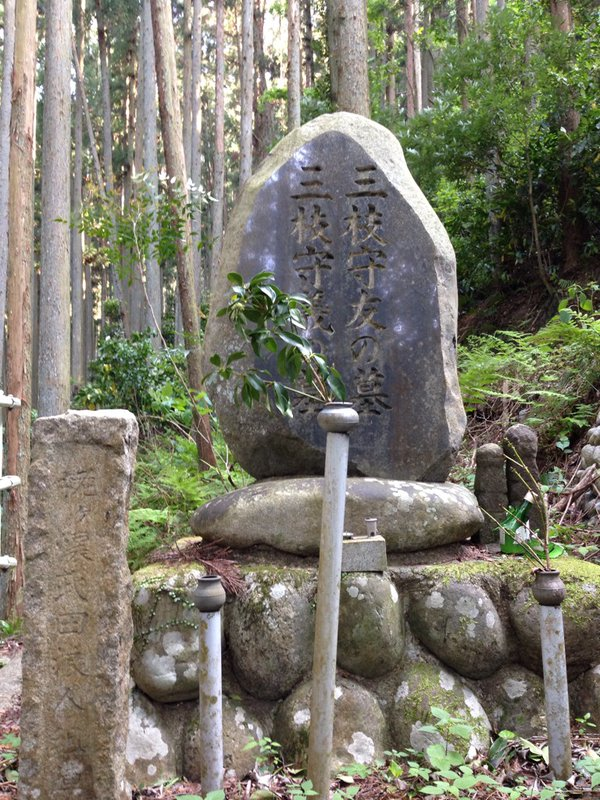
姥ヶ懐砦址の三枝兄弟の墓

父虎吉は「三枝右衛門尉」を名乗り武田家の奉行人として活動し、現在の山梨県中央市木原に本領を有していたという。戦国期に三枝氏は武田譜代山県昌景を寄親としている。
『甲陽軍鑑』『寛永諸家系図伝』などに拠れば昌貞は虎吉の嫡子で、武田信玄の近習衆として仕えていたが、信玄にその才能を認められて足軽大将に出世したという。『甲陽軍鑑』では昌貞は山県昌景と同族の山県氏の出自で三枝氏の養子になったとされているが、『寛永伝』では逆に昌景の娘婿（後に猶子）となり山県善右衛門尉を名乗ったとしている。なお、文書上においては永禄11年（1568年）頃から「山県勘解由左衛門尉」を称していることが確認される。『甲陽軍鑑』によれば30騎、足軽70人を指揮したという。
『寛永伝』三枝守友譜に拠れば、弘治年間には信玄の勘気を受け一時蟄居したという。文書上の初見は川中島の戦いに際した永禄4年（1561年）3月で、昌貞は信濃における活躍で知行を与えられている。さらに永禄6年（1563年）には叔父の守直（新十郎）の遺児養育と後見を命じられている。永禄12年8月には甲斐塩後郷（山梨県甲州市塩山）において代官を務めており、この頃には赦免されていると考えられている。
その後は奉行衆や武田氏の御料所の代官などを務めている。昌貞関係文書において、信玄は昌貞への加増を躊躇している文言が認められ、『寛永伝』に記される信玄の勘気を被ったとする逸話には一定の信憑性が認められている。また、昌貞関係文書は信玄直筆のものも多く含まれ、内容も叱責など信玄の感情的側面が記されている一方で、昌貞は武田家に順調に加増されていることが指摘され、信玄と昌貞の親近性を反映しているとも考えられている。
永禄8年（1565年）10月に武田家では信玄嫡男義信による謀反事件が発生しており（義信事件）、これを受けて翌永禄9年8月には武田家臣が信玄への忠誠を誓う起請文を信濃国生島足島神社へ奉納しているが（「下之郷起請文」）、永禄9年8月の起請文では長坂昌国（源五郎）、矢島義房、佐藤民部少輔らとともに昌貞の名が見られる。武田家ではさらに翌永禄10年8月にも起請文の徴収を行っており昌貞はこの際も再び起請文の提出を行っており、昌貞が義信に近い立場であった可能性も考えられている。
永禄11年（1568年）の駿河今川領への侵攻（駿河侵攻）に際しては父の虎吉が駿河田中城の城将などを務めていることが確認されるが、『甲陽軍鑑』によれば信玄は同じく信玄近習の真田昌幸や曽根昌世とともに昌貞の存在を重視し、昌貞は花沢城攻めで一番槍の武功を立てたことにより信玄から感状を受け、山県昌景からは名刀「吉光」を与えられたとする逸話を記している。なお、永禄11年推定の「武田信玄陣立書」（山梨県立博物館所蔵）においては、昌貞は弓衆を率いる立場として記されている。
昌貞は武田家中において信玄後期から勝頼期まで活動し、『甲陽軍鑑』『信長公記』に拠れば、以下の逸話を記している。天正3年（1575年）の長篠の戦いのときは、河窪信実（信玄の異母弟）を主将とした長篠城を監視する鳶ノ巣山の砦を守備する別働隊に配属されたため、主戦場からは離れていた。昌貞は鳶ノ巣山の山麓の「姥が懐」という所に設けられた支砦の守備を弟たちと担当していた。だが、織田信長の命で送り出された酒井忠次が率いる織田・徳川の別働隊による襲撃を5月21日早朝に受ける。
酒井ら奇襲の部隊は、武田軍守備隊が無警戒な山奥から尾根伝いに背後へ迫って、5砦を撃滅する作戦であった。中でも昌貞の担当した「姥が懐」の砦だけが、山頂や尾根に構えられた砦ではなかった為に敵襲の察知が一段と遅れたとも言われている。奇襲隊副将格の本多広孝の軍勢に、高所から攻め掛かられた昌貞ら姥が懐砦守備隊は、数で劣りながらも奮戦は目覚ましかったという。しかし、次第に劣勢に立たされていくばかりか、敵方に隣の「君ヶ伏床」砦を壊滅させた松平清宗などが増援に加わり、昌貞はどちらも実弟である源左衛門守義、甚太郎守光らと共に戦死した。
昌貞が討たれた「姥が懐」の付近（愛知県新城市乗本字東畑）に、「三枝兄弟」の墓碑が所在している。

## 昌貞の子孫と三枝氏の由緒
昌貞嫡男の守吉は幼少であったため、叔父にあたる昌吉が名代を務める。昌貞の父・虎吉は武田氏滅亡後まで存命し、天正壬午の乱を経て甲斐を支配した徳川氏に帰属している。徳川家臣となった三枝氏は昌吉が家督を継ぎ、守吉は分家を起している。守吉系の子孫は元禄11年（1698年）に近江国に移封し、徳川家の旗本となっている。守吉系の子孫は明治期に断絶しているが家伝文書（「三枝家文書」）は滋賀県東近江市北須田町の守国神社に現存しており、東近江市能登川博物館において寄託されている。
なお、古代甲斐国において甲府盆地東部を中心に勢力をもっていた在庁官人である三枝氏が存在し、平安時代後期には甲斐源氏の土着以前に没落したと考えられている。中世には古代に開創された柏尾山大善寺（山梨県甲州市勝沼町勝沼）が三枝一族の「三枝守国」によって開創されたとする由緒が成立している。
旗本として存続した昌貞の子孫は戦国期三枝氏の遠祖を古代豪族三枝氏に求めており、江戸後期に成立した『甲斐国志』においては、三枝氏は信虎期に庶流の石原守種の次男守綱によって再興されたとしている。
戦国期の三枝氏と古代豪族三枝氏の系譜関係が確実に遡れるかは不明であるが、室町・戦国期には武田家臣三枝氏と柏尾大善寺との由緒を示した文書が作成されており、武田家臣の三枝氏は自家の由緒を古代豪族三枝氏に求めている。一方で戦国期の武田家中においては、三枝氏の寄親である山県姓を称していたほうがより価値を有していたことが指摘されている。
なお、文書上に見られる三枝一族の実名から三枝氏の通字は「吉」であると考えられているが、『甲陽軍鑑』や『寛永譜』、近世の編纂資料においては昌貞の実名を「守友」とし、三枝氏の通字を「守」としている。これは「三枝守国」の由緒を反映したもので、武田氏滅亡後の近世期には甲斐古代氏族三枝氏の由緒を強調することがより価値を有するように変化していったと考えられている。